# Hemigraphis hirta
Hemigraphis hirta är en akantusväxtart som först beskrevs av Vahl, och fick sitt nu gällande namn av T. Anders.. Hemigraphis hirta ingår i släktet Hemigraphis och familjen akantusväxter. Inga underarter finns listade i Catalogue of Life.

## Bildgalleri

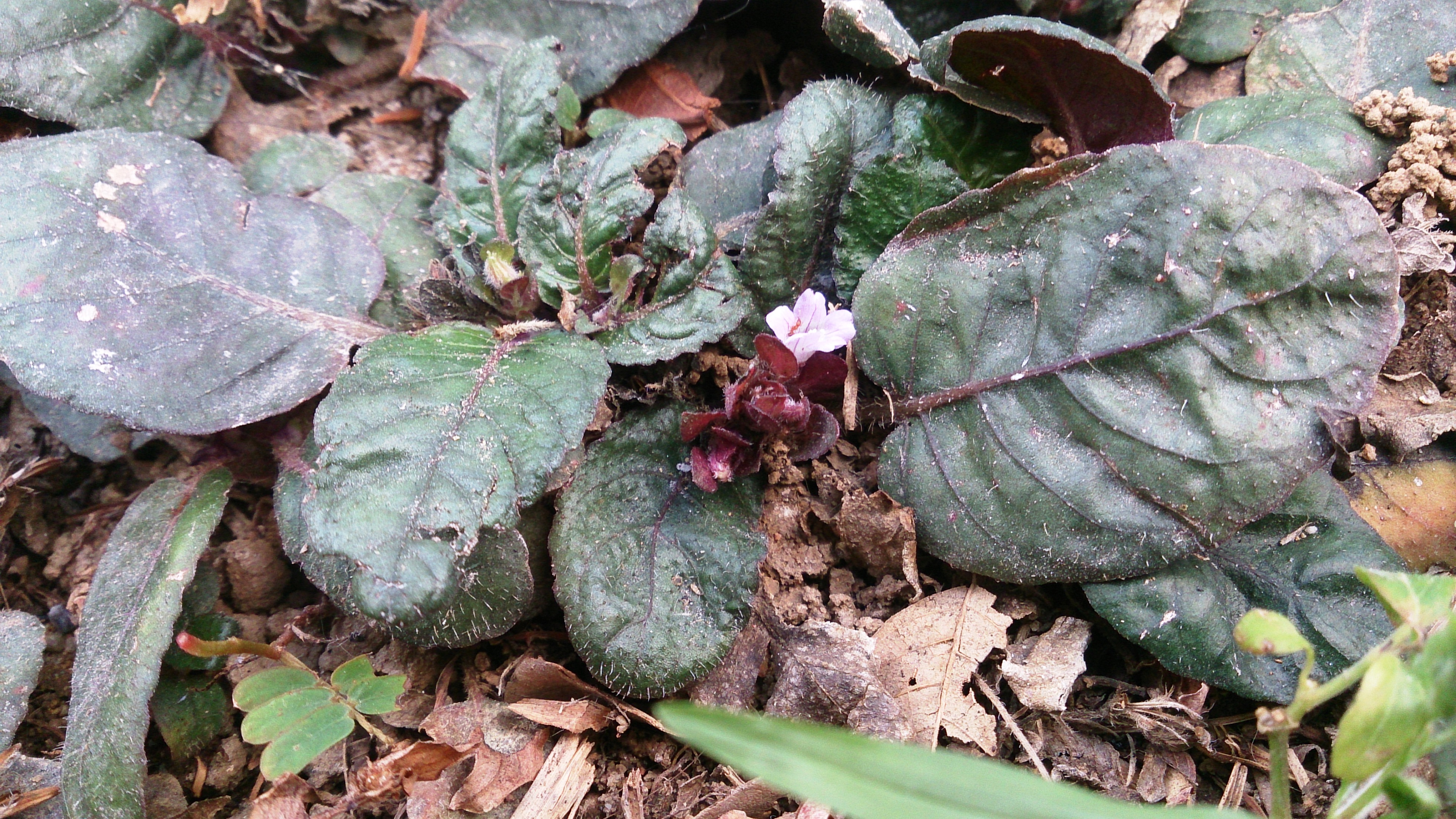
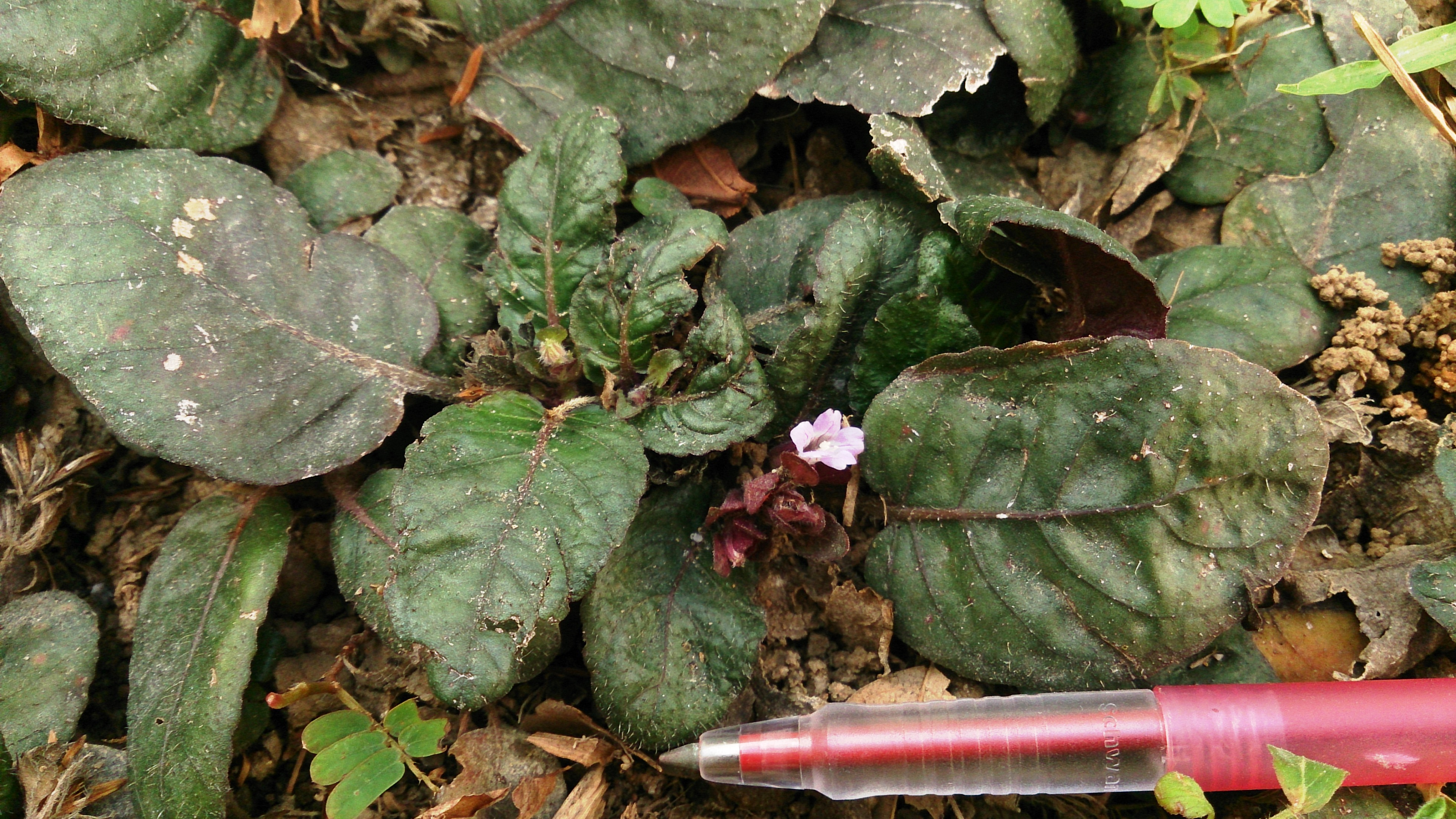
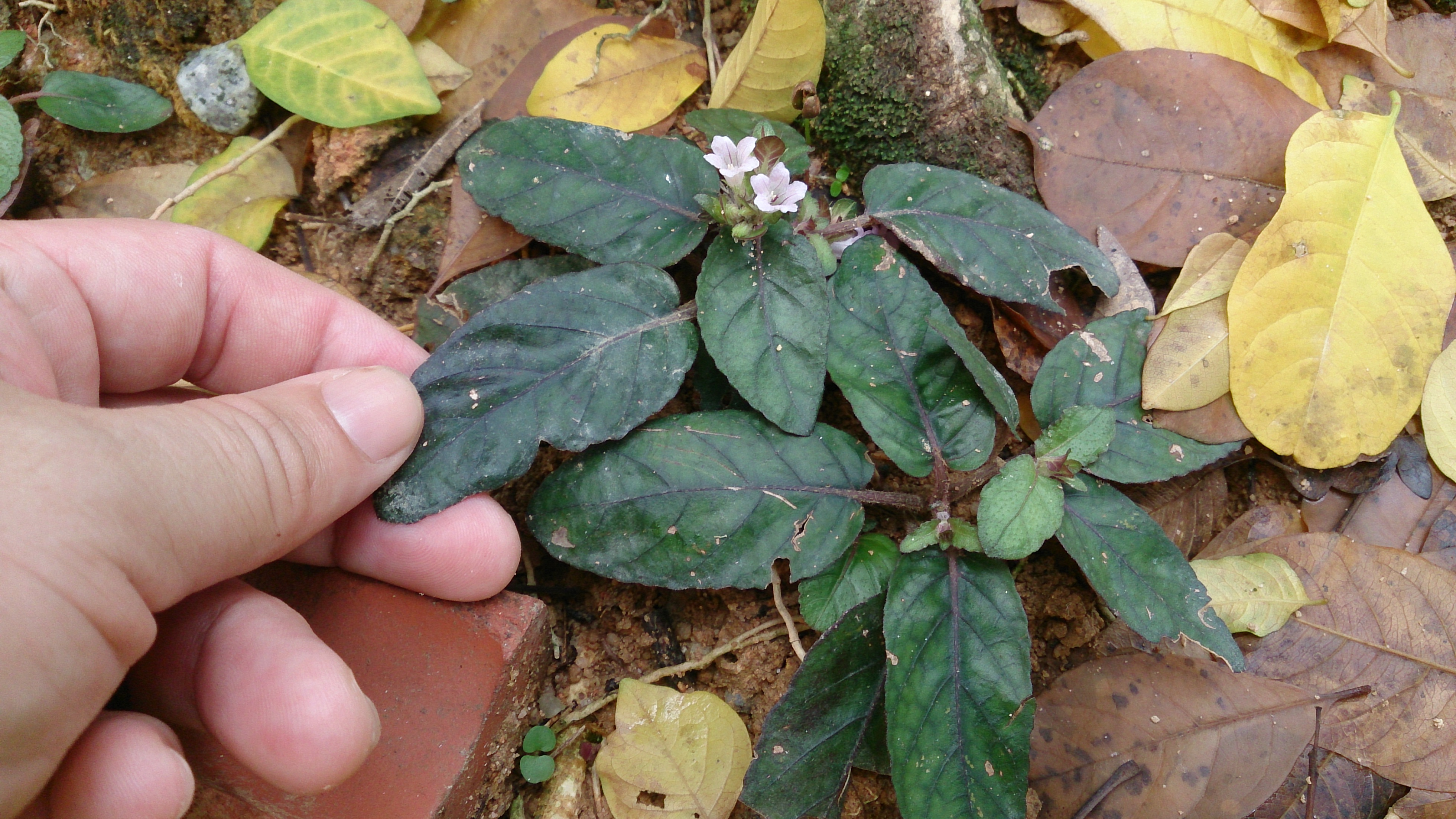